# Mark Rowlands

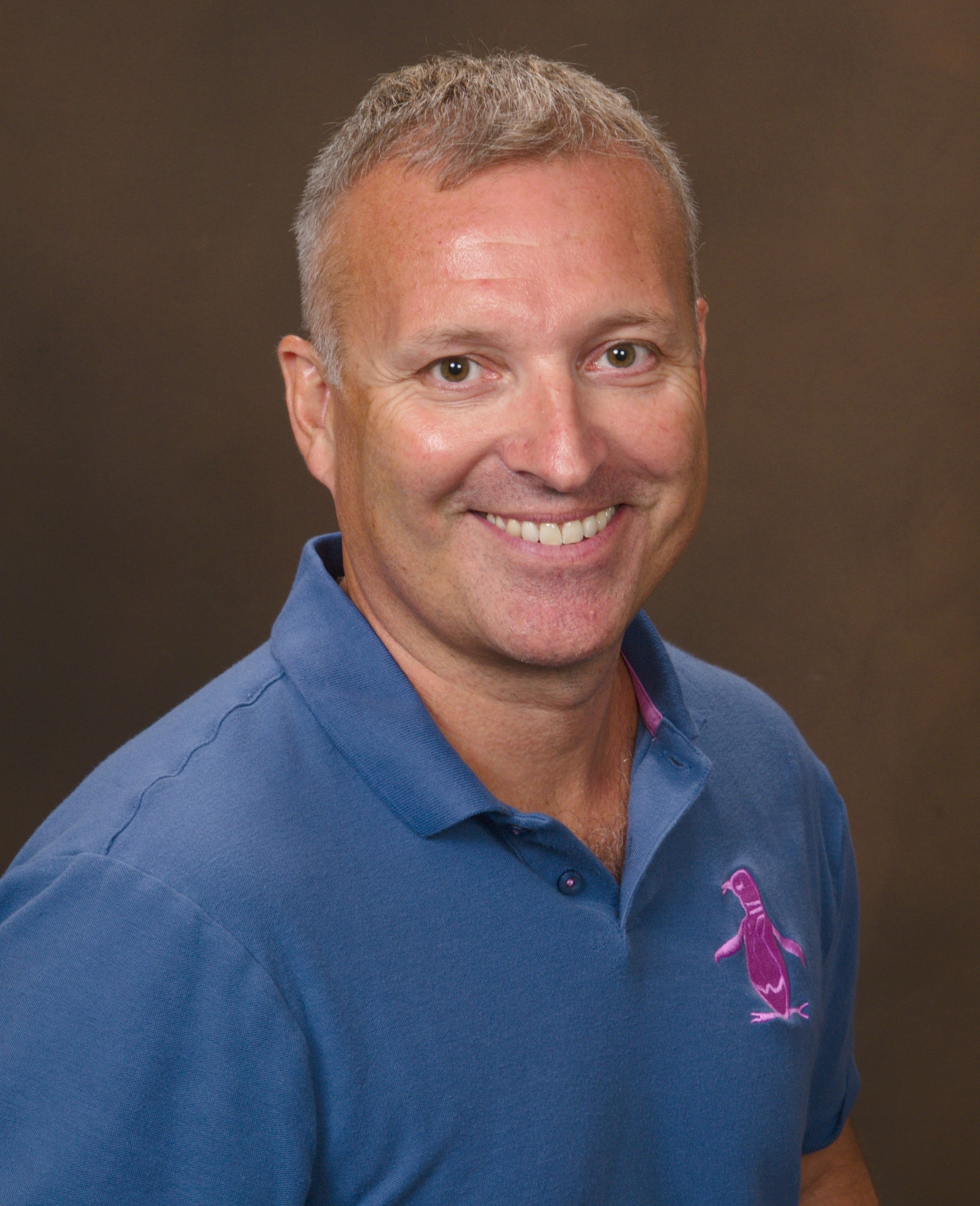
Mark Rowlands

Mark Rowlands (* 1962 in Newport, Wales) ist ein britischer Schriftsteller und Professor für Philosophie, der an der Universität Miami lehrt.

## Biographie
Rowlands studierte zuerst Ingenieurwissenschaften an der Universität Manchester. Anschließend wandte er sich der Philosophie zu, wo er an der Universität Oxford promovierte. Darauf folgten verschiedene Anstellungen u. a. am University College Cork in Irland, der Universität London in England und den USA.

## Philosophie
Rowlands Philosophie orientiert sich an der Idee des erweiterten Geistes (engl.: Extended Mind). Die Ideen hinter dieser Philosophie gehen im Ansatz auf den amerikanischen Philosophen Hilary Putnam zurück, zwei ihrer bekanntesten Vertreter sind die beiden Philosophen David Chalmers und Andy Clark. Hinter der Idee des erweiterten Geistes steckt die Annahme, dass sich ein kognitiver Aufbau und damit einhergehend auch dessen Prozesse, über den Körper hinaus erstrecken können.
Rowlands, wie auch Chalmers und Clark, gehen in ihrer Interpretation des erweiterten Geistes noch einen Schritt weiter und prägten den Begriff des aktiven Externalismus (engl.: active externalism), auch Vehikel Externalismus (engl.: vehicle externalism) genannt.
Der aktive Externalismus wäre dabei eine Folge, die sich aus der Annahme des erweiterten Geistes ergibt, der sich aber im Unterschied zu diesem auf den Gehalt eines mentalen Phänomens bezieht.

### Tierethische Position
| Gott: | Ok Mark – Such dir aus, wie du dir die Welt wünscht und ich sage dir dann wozu ich dich mache. Ich könnte aus dir einen Menschen machen, einen Hund oder sogar einen Stein.                 |
| Ich: | Na schön, Gott. Doch wenn ich ein Stein werden sollte, würde ich etwas davon mitbekommen? Hätte ich Gefühle, könnte ich Leiden oder mich an Sachen freuen und so weiter?                    |
| Gott: | Natürlich nicht: du wärst ein Stein, um Gottes Willen. |
| Ich: | Ok. Dann muss ich für den Fall, dass du aus mir einen Stein machst, bei meinen Überlegungen keinerlei Vorkehrungen treffen. Denn falls du das tust, bekäme ich ja ohnehin nichts davon mit. |
| Gott: | Duh! |
| | |
| Mit diesem Dialog beantwortet Rowlands den Vorwurf, man müsse alles berücksichtigen, wenn man nichtmenschliche Tiere in die Klasse der moralisch berücksichtigten Wesen aufnimmt. | |

Ein weiteres zentrales Element von Rowlands’ Philosophie ist seine Verteidigung einer Tierrechtsphilosophie und seiner speziesismuskritischen Position. Rowlands offeriert in Animal Rights: Moral Theory and Practise (2009) ein kontraktualistisches Argument, das er in der Denktradition der Theory of Justice von John Rawls vorlegt. Weil es gesellschaftlich privilegierte Personen gibt, sei eine Utilitaristische Ethik zu Gunsten von gesellschaftlich Marginalisierten zu korrigieren – so seine Interpretation von Rawls Grundidee hinter dem Konzept des Schleier des Nichtwissens. Er kritisiert an Rawls, dass dieser nur das wirtschaftliche Bessergestelltsein von Menschen als Privileg erkennt und dabei viele andere Privilegien, insbesondere Spezieszugehörigkeit, naturalisiert und so der Möglichkeit einer Reflexion entzieht. Per Grenzfallargument lasse sich diese Einschränkung auf Menschen auch nicht moralisch rechtfertigen.
Daniel Loewe hat an dieser Erweiterung kritisiert, dass Rowlands’ Gerechtigkeitstheorie die Grundannahme bei John Rawls, dass sich Individuen im Urzustand aus eigennützigen Motiven zusammenfinden um die „Prinzipien von Gerechtigkeit“ auszuhandeln, zu weit strapaziert um noch als Vertragstheorie in diesem Sinne zu gelten. Rowlands’ Vorschlag, sich die verhandelnden Subjekte im Urzustand als Trans-Spezieswesen vorzustellen, d. h. als Wesen die verhandeln als wüssten sie nicht von ihrer Spezieszugehörigkeit, weist Loewe mit der Begründung zurück, dass sich eine anthropozentrische Vorstellung dieser Wesen vielfach in den Schriften von Rawls nachweisen lassen.
Loewe folgert daraus, auch unter Berücksichtigung von anderen kontraktualistischen Ansätzen zur Tierethik, dass die Vertragstheorie prinzipiell nicht fähig sein kann, subjektive tierische Ansprüche auf Gerechtigkeit zu begründen.

## Zitat
The Barking Dog Principle:

„If it is neccessary for an organism to be able to perform a given adaptive task T, then it is selectively disadvantageous for that organism to develop internal mechanisms sufficient for the performance of T when it is possible for the organism to perform T by way of combination of internal mechanisms and manipulation of the external environment.“

Das Prinzip des bellenden Hundes:
„Wenn es notwendig für einen Organismus ist, die Möglichkeit zu haben, eine gegebene adaptive Aufgabe T auszuführen, dann ist es selektiv unvorteilhaft für den Organismus, interne Mechanismen für das Ausführen von T zu entwickeln, wenn es für den Organismus möglich ist, T durch eine Kombination von internen Mechanismen und Manipulation der externen Umwelt durchzuführen.“

## Veröffentlichungen
- Supervenience and Materialism. Avebury, Aldershot 1995, ISBN 1-85972-096-X.
- Animal Rights. A Philosophical Defence. Macmillan u. a., Basingstoke u. a. 1998, ISBN 0-333-71131-9 (2nd edition als: Animal Rights. Moral Theory and Practice. Palgrave Macmillan, New York NY u. a. 2009, ISBN 978-0-230-21944-1).
- The Body in Mind. Understanding Cognitive Processes. Cambridge University Press, Cambridge u. a. 1999, ISBN 0-521-65274-X.
- The Environmental Crisis. Understanding the Value of Nature. Macmillan u. a., Basingstoke u. a. 2000, ISBN 0-312-23235-7.
- The Nature of Consciousness. Cambridge University Press, Cambridge 2001, ISBN 0-521-80858-8.
- Animals Like Us. Verso, London 2002, ISBN 1-85984-386-7.
- Externalism. Putting Mind and World Back Together Again. Acumen, Chesham 2003, ISBN 1-902683-78-1.
- The Philosopher at the End of the Universe. Ebury Press, London u. a. 2003, ISBN 0-09-188921-9 (In deutscher Sprache: Der Leinwandphilosoph. Große Theorien von Aristoteles bis Schwarzenegger. Aus dem Englischen von Yamin von Rauch. Rogner & Bernhard, Berlin 2009, ISBN 978-3-8077-1051-8).
- Everything I Know I Learned From TV. Philosophy for the Unrepentant Couch Potato. Ebury Press, London 2005, ISBN 0-09-189835-8.
- Body Language. Representing in Action. MIT Press, Cambridge MA u. a. 2006, ISBN 0-262-18255-6.
- Fame. Acumen, London 2008, ISBN 978-1-84465-157-3.
- The Philosopher and the Wolf. Lessons from the wild on Love, Death and Happiness. Granta, London 2009, ISBN 978-1-84708-102-5 (In deutscher Sprache: Der Philosoph und der Wolf. Was ein wildes Tier uns lehrt. Rogner & Bernhard, Berlin 2009, ISBN 978-3-8077-1046-4).
- New Science of the Mind. From Extended Mind to Embodied Phenomenology. Mit Press, Cambridge MA u. a. 2010, ISBN 978-0-262-01455-7.